# Akasztosz
Akasztosz (görög betűkkel Ἄκαστος) görög mitológiai alak, iólkhoszi király, Peliasz fia, Alkésztisz bátyja. Részt vett az argonauták expedíciójában, majd a kalüdóni vadkanvadászaton (Meleagrosz), ahol barátságot kötött Péleusszal, aki egy véletlen gyilkosság után nála keresett menedéket. Akasztosz felesége, Asztüdameia (más források szerint Krétheisz) beleszeretett a vendégbe, s mivel az visszautasította, bevádolta férjénél, hogy az erényére tört. Akasztosz vadászatra hívta Péleuszt, s amikor az elaludt, elrejtette kardját, hogy ne tudjon védekezni az erdőben tanyázó vad kentaurok ellen. Kheirón azonban visszaadta Péleusz kardját, az pedig utóbb bosszút állt, megölte Akasztosz királyt annak feleségével együtt. A királyi pár leánya volt Laodameia.